# هانس آرسمن
هانس آرسمن (هلندی: Hans Aarsman؛ زادهٔ ۱۹۵۱ (۷۳–۷۴ سال)) نویسنده، نمایش‌نامه‌نویس، عکاس، مربی (دانشگاه)، و آموزگار اهل هلند است.